# Eudamidas II.
Eudamidas II. nebo Eudamidás II. (starořecky Εὐδαμίδας) byl králem Sparty od roku 275 před Kr. do roku 245 před Kr. Pocházel z královské rodiny Eurypontovců. Jeho spolukrály z královského rodu Agiovců byly Areus I. (v letech 275–265 před Kr.), Akrotatos (v letech 265–262 před Kr.), Areus II. (V letech 262–254 před Kr.) a Leónidas II. (V letech 254–245 před Kr.).
Eudamidas byl synem a následníkem Archidama IV. Oženil se se svou tetou Agesistratou a měli spolu dva syny Agida a Archidama. Historické záznamy antických autorů, které by nám něco zachytili z panování Eudamida II. mlčí i když období jeho vlády v Spartě není strohé na zaznamenané historické události.
Eudamidas vládl 30 let. Na počátku jeho vlády byla Sparta ohrožena Pyrrhou epirští, který po svém nezdařeném pokusu o dobytí Itálie na Apeninském poloostrově obrátil svou pozornost na Makedonie a později i na Spartu. Pyrrhos na začátku roku 274 před Kr. Posílený vojenským oddílem Keltů porazil makedonského krále Antigona Gonata a obsadil značnou část Makedonie, kde se stal králem. V roce 274 před Kr. Ho sparťan Kleonymos, který si nárokoval spartský trůn požádal o pomoc na ovládnutí Sparty. Pyrrhos jeho požadavku vyhověl, neboť se mu tím naskytla příležitost ovládnout Peloponés. Ve Spartě však Pyrrhos narazil na nečekaně tvrdý odpor. Sparťané vedení Akrotatom vykopali zákopy kolem města a pak ho s velkým vypětím sil bránili dokud neposílil obranu Eudamidov spolukráľ Areus I., který byl s oddílem vojska v té době na Krétě. Pyrrhos při dobývání města neuspěl a proto odtáhl. Později při pouličních bojích v Argu zemřel.
Další významná událost se začala rokem 267 před Kr., Když aténský politik Chrémonides vytvořil vojenskou alianci proti Makedonii, jejíž součástí se mimo jiných řeckých států stala i Sparta. Ve válce, která zanedlouho splanula zemřel kolem roku 265 před Kr. V bitvě u Korintu Eudamidov spolukráľ Areus I. Válka skončila v roce 261 před Kr. Porážkou protimacedónskej koalice makedonským králem Antigoni Dósónom.
Během Eudamidovej vlády působil ve Spartě stoický filozof Sfairos z Bosporu, který poukazoval na současné neduhy v společenském životě Sparty a idealizoval její někdejší staré zřízení. Sparta se totiž změnila tím, že se odchýlila od po staletí zažitého způsobu života určeného tzv. Lykurgovými zákony. Tou nejpodstatnější změnou byla majetková nerovnost mezi Sparťany a ta se za Eudamida velmi prohloubila. Mezi Sparťanů, kteří toužili tyto poměry změnit se zařadil i Eudamidov syn Agis jeho budoucí následník.